# Jānis Ozols
Jānis Ozols, né le 4 décembre 1972 à Jurmala, est un bobeur letton.

## Carrière
Jānis Ozols participe à trois éditions des Jeux olympiques d'hiver de 1998 à 2006. 
Il est médaillé d'or en bob à quatre aux Championnats d'Europe de 2003 à Winterberg et médaillé d'argent dans la même discipline aux Championnats d'Europe de 2000 à Cortina d'Ampezzo. Il est aussi médaillé d'or en bob à deux aux Goodwill Games d'hiver de 2000 de Lake Placid.

## Palmarès

### Coupe du monde
- 9 podiums[N 1] : 
  - en bob à 2 : 1 deuxième place.
  - en bob à 4 : 2 victoires, 4 deuxièmes places et 2 troisièmes places.

#### Détails des victoires en Coupe du monde
| Édition   | Bob à 2 | Bob à 4                      |
| 2002-2003 |         | Cortina d'Ampezzo Winterberg |